# رأسمالية الدولة

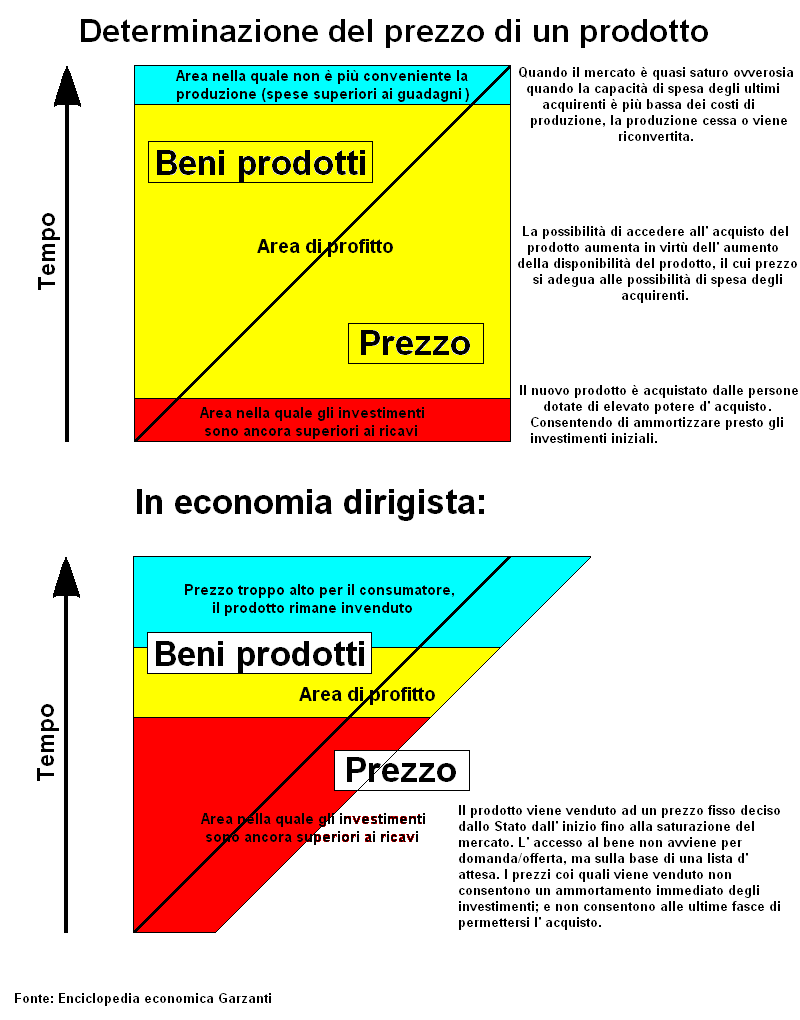

رأسمالية الدولة بالنسبة للماركسيين، هي طريقة لوصف المجتمع الذي تكون فيه القوى المنتجة مملوكة ومدارة من الدولة بشكل رأسمالي، حتى لو سمت تلك الدولة نفسها اشتراكية. في أدبيات الماركسية، تعرف الرأسمالية على أنها: نظام اجتماعي يجمع بين الرأسمالية- نظام الأجور الذي ينتج ويوزع القيمة الفائضة - وملكية أو التحكم من قبل جهاز الدولة. بهذا التعريف، البلد الذي تحكمه رأسمالية الدولة هي تلك التي تتحكم الحكومة فيه بالاقتصاد وتتصرف كشركة كبرى. ثمة نظريات وانتقادات مختلفة لرأسمالية الدولة، بعضها كان موجودا أثناء ثورة أكتوبر، أو حتى قبل ذلك. التيمات المشتركة فيما بينها هي أن العمال لا يتحكمون بوسائل الإنتاج بأنفسهم وأن علاقات السلع والإنتاج لا تزال توجد في رأسمالية الدولة.
هذا المصطلح يستخدم أيضا من بعض المؤيدين ل رأسمالية دعه يمر ليعني اقتصاد رأسمالي خاص خاضع لتحكم الدولة.

## أصل التسمية
استخدم المصطلح من قبل الحركة الاشتراكية منذ أواخر القرن التاسع عشر.
على الأرجح، تعود فكرة رأسمالية الدولة لنقد ميخائيل باكونين (بالإنجليزية: Mikhail Bakunin)‏.
إبان الحرب العالمية الأولى، لاحظ نيكولاي بوخارين (بالإنجليزية: Nikolai Bukharin)‏ مرحلة جديدة في تطور الرأسمالية، تكون فيها جميع قطاعات الإنتاج والمؤسسات الاجتماعية ذات الشأن تحت إدارة الدولة، وأطلق على تلك المرحلة «رأسمالية الدولة». بعد ثورة أكتوبر، استخدم لينين المصطلح بشكل إيجابي. في ربيع 1918، أثناء فترة قصيرة من الليبرالية الاقتصادية وقبل بزوغ فكرة شيوعية الحرب (بالإنجليزية: war communism)‏ ، برر لينين رأسمالية الدولة تحت السيطرة السياسية ل دكتاتورية البروليتاريا مما سيساعد على إحكام قبضة التحكم المركزي وتطوير القوى المنتجة:

«الواقع يقول أن رأسمالية الدولة هي بمثابة خطوة إلى الأمام. إذا أمكننا الوصول إلى رأسمالية الدولة في وقت قصير، سيعد ذلك انتصار»

لينين، 1918
كان الانتقاد الأول لرأسمالية الدولة في الاتحاد السوفييتي صادر من الشيوعيين اليساريين. إحدى النزعات المهمة لشيوعيي عام 1918 اليساريين الروس كانت في نقد إعادة توظيف علاقات رأسمالية سلطوية وطرق ضمن الإنتاج. كما جادل أوسينسكي (بالإنجليزية: Ossinsky)‏، إدارة الرجل الواحد، وفرض قواعد الرأسمالية سيحول دون مشاركة العمال في تنظيم الإنتاج، التيلرية (بالإنجليزية: Taylorism)‏ حولت العامل إلى أحد أجزاء الآلة، والأجور فردية بدلا من جمعية، وبذلك تغرس قيم البرجوازية الحقيرة في العمال. باختصار، تساهم تلك الإجراءات في تحويل العمال من أفراد فاعلين بشكل جمعي إلى موضوعات خاضعة لرأس المال. لا بد أن تشارك الطبقة العاملة في الإدارة السياسية والاقتصادية، يجادل الشيوعيون اليساريون، والمشكلة تكمن في أن الإنتاج الرأسمالي صير العمال إلى موضوعات، بدلا من ذوات فاعلة.

## الليبراليون الكلاسيكيون ورأسماليواقتصاد عدم التدخل
يستخدم موري روثبورد (بالإنجليزية: Murray Rothbard)‏ ، وهو من رأسماليي «دعه يعمل»، يستخدم المصطلح بشكل تبادلي مع رأسمالية الدولة الاحتكارية، ويستخدمه ليصف الشراكة بين الحكومة والشركات الكبرى، حين تسمح الدولة لنفسها بالتدخل بالنيابة عن الرأسماليين وضد مصلحة المستهلكين. ويميز بين هذه وبين رأسمالية دعه يعمل التي تقول بأن الدولة لا تتدخل لحماية الشركات من تقلبات قوى السوق. كما أنه جدير بالذكر أن هاري إلمر بارنز (بالإنجليزية: Harry Elmer Barnes)‏، وصف اقتصاد ما بعد «العقد الجديد» (بالإنجليزية: post-New Deal)‏ في ستينات القرن العشرين، في الولايات المتحدة، على أنه «رأسمالية الدولة».

## رأسمالية الدولة في الدراسات الأوروبية
يستخدم عدد من الأكاديميين وعلماء الاقتصاد السياسي الأوروبيين المصطلح لوصف بعض تنوعات الرأسمالية التي سادت مؤخرا في الاتحاد الأوروبي. يقسم شميت في مقالته «مستقبل الرأسمالية الأوروبية» الرأسمالية الأوروبية إلى ثلاثة مجموعات: رأسمالية السوق، الرأسمالية المدارة، ورأسمالية الدولة. في المجموعة الأخيرة، ثمة تنسيق بين الدولة، المؤسسات الكبرى، ونقابات العمال لتأمين نمو اقتصادي وتطوير شكل شبه رأسمالي. يورد شميت فرنسا وإيطاليا كأمثلة على رأسمالية الدولة.